# 土方雄志
土方 雄志（ひじかた かつゆき）は、明治から昭和初期の大名、官僚、政治家。
伊勢菰野藩の第2代（最後）藩知事、貴族院の子爵議員などを歴任した。

## 経歴
安政3年（1856年）8月2日、第10代藩主・土方雄興の娘婿に当たる土方久己の長男として生まれる。久己(半三郎)は、菰野藩の分家近江の部田1千石の旗本。明治3年（1870年）8月22日、5歳違いの従兄の第12代藩主・雄永の養子となり、同年9月17日、病弱な雄永は隠居し、雄志が家督を相続する。同日、従五位に叙任し、知藩事に就任した。

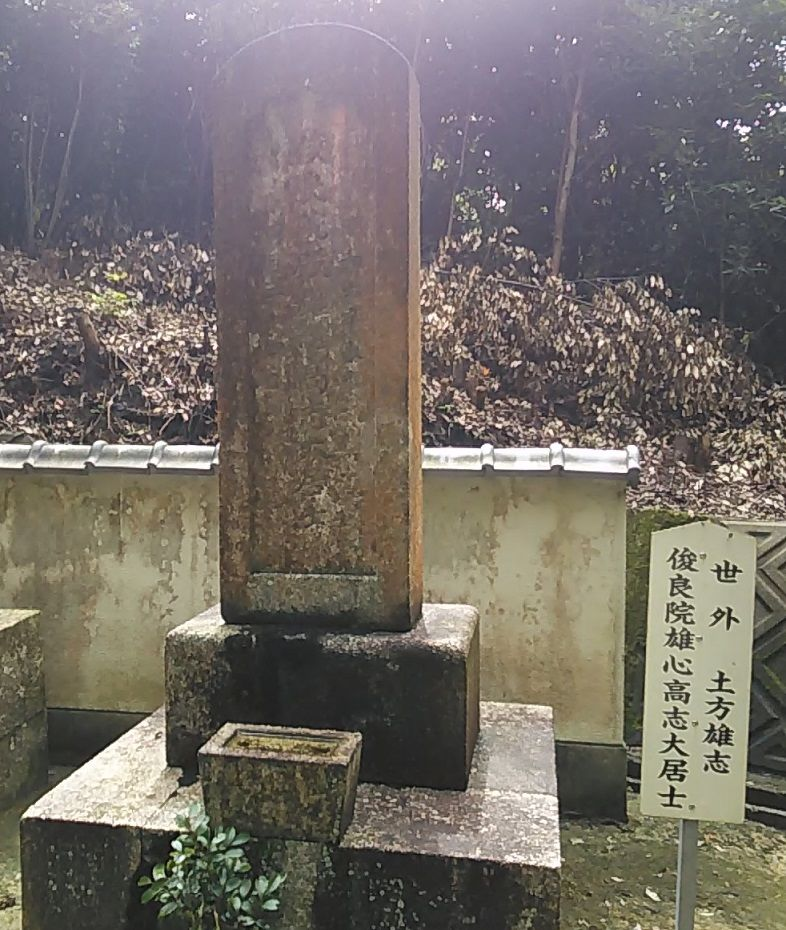
土方雄志の墓(菰野町見性寺)

明治4年（1871年）7月14日、廃藩置県で藩知事を解任された。同年10月15日、東京へ移り、同年11月、英学を学ぶために慶應義塾に入学する。明治11年、工部省御用掛となった。1884年（明治17年）7月8日、子爵を叙爵した。貴族院子爵議員を明治23年（1890年）7月10日から同30年（1897年）7月10日まで在任。明治32年（1899年）、台湾総督府樟脳局書記などを務める。その後、再度、貴族院議員を大正7年（1918年）7月10日から大正14年（1925年）7月10月まで務める。
大正14年（1925年）11月、甥で養子の雄武に家督を譲って隠居する。雄武の実父・土方久徴は雄志の14歳下の実弟で日本銀行第12代総裁。昭和6年（1931年）4月24日に死去した。享年76。
墓所は三重県菰野町の見性寺。俊良院殿雄心高志大居士。
雄武は戦後没落し、旧華族としては、蜂須賀氏、松浦董子と並び斜陽華族として有名である。

## 栄典
- 1925年（大正14年）1月14日 - 御紋付銀杯[8]

## 系譜
父母
- 土方久己（実父）
- 土方雄永（養父）

妻
- 阿部多子 ー 阿部正備の娘

養子
- 土方雄武 ー 土方久徴の次男